# 노조미 (열차)
노조미(일본어: のぞみ)는 도카이 여객철도와 서일본 여객철도가 도카이도 신칸센과 산요 신칸센에서 상호 직결 운행하는 열차의 명칭으로 도카이도 신칸센과 산요 신칸센의 등급 중에서 가장 빠른 열차의 위치를 점하게 된다. 노조미의 경우 일본어로 희망과 소원을 의미하며, 도카이도 신칸센 구간의 경우, 운임과 자유석, 지정석, 그린차 등 특급 요금이 차등화 되므로, JR 패스 적용이 불가능하기 때문에 이용시 참고해야 한다. 열차 등급을 표시하는 고유색은 노란색이다. 운행 차량의 경우 도카이도 신칸센과 산요 신칸센의 새로 투입된 열차가 가장 먼저 도입하는 열차 등급으로, 최고 영업 속도의 경우, 300계의 도입 당시 270km/h로 운행 하였으나, 이후 500계, 700계, N700계의 도입으로 최고 영업 속도가 285km에서 300km까지 증가하면서 현재에 이르고 있다.
도카이도 신칸센 구간인 도쿄에서 오사카까지 515km로 가장 빠른 등급의 경우, 2시간 22분 소요된다. 도카이도 신칸센, 산요 신칸센의 전구간을 운행하고 있으며 도쿄 ~ 하카타 구간의 영업 거리는 1174.9km로 2015년에 트와일라이트 익스프레스, 호쿠토세이에 이어 2016년에 카시오페이아가 폐지되면서 일본의 정기 여객열차와 신칸센 열차 중에서 가장 긴 최장 거리 노선을 기록하였다.

## 역사

### 남만주철도시절
1934년에 부산에서 선양간 급행열차로 신설했다. 1938년에 만주국의 수도 장춘까지 연장했다가 소련군의 만주국 침공으로 인해 운행이 어렵게 되면서 1943년에 운행이 중단되었다.

### 신칸센시절
도카이 여객철도는 저가 시장을 공략하던 항공사에 대응하기 위해 기존의 히카리보다 빠른 열차를 도입하기 위해 1992년 3월 14일의 다이어 개정으로 등장했다. 당시 도쿄 ~ 신오사카를 2시간 30분에 주파 했으며 기존의 히카리보다 19분 빨랐고 최고속도는 270km/h를 기록했다. 최초로 투입된 차량은 300계로 기존의 히카리, 고다마와 달리 요금을 별개로 책정했다. 1993년 3월 18일에 서일본 여객철도의 산요 신칸센와 직결 운행을 시작하였고, 1994년, 12월 3일에 도쿄 ~ 나고야간 무정차 열차가 신설되었다. 1995년에 한신·아와지 대지진의 여파로 신오사카 ~ 히메지 구간이 운행이 불가능하면서 운행이 중단되었다가 같은 해 4월 8일에 재개되었다. 1996년에 금연석이 확대되었다.
1997년에 500계의 도입으로 최고 영업 속도 300km를 기록했다. 당시 신오사카 ~ 하카타 구간 운행 시 2시간 17분을 기록했다. 1998년 3월에 500계 차량이 도카이도 신칸센 구간을 운행하기 시작했다. 첫 운행 당시 1일 5회 왕복 운행에서 같은 해 10월에 왕복 7회로 증회되었다. 1999년에 700계 차량을 도입하면서 노조미 열차 운행 시 500계, 700계 차량을 주로 운행했다.
2000년 7월에 만석 시 그린차 이외에 지정석에 한해 입석 특급권이 발매가 되었다. 2001년 10월 1일에 300계 차량이 마지막 운행을 끝으로 종료와 동시에 도카이도 신칸센 구간에 왕복 3회가 증편되었다. 2003년 10월 1일 다이야 개정으로 시나가와역 개업과 동시에, 도쿄 ~ 나고야 구간을 운행한 노조미 열차를 히카리로 변경했고, 기존 오고리 역이 신야마구치역으로 개칭한 이후에 정차를 개시했으며, 그와 동시에 히메지, 후쿠야마, 도쿠야마에 추가로 정차를 개시하였다. 그와 동시에 500계 차량 운행 시 일부 시간대에 한해 오고리(현 신야마구치 역), 오카야마에 추가로 정차하기 시작했다. 2005년 세계 박람회가 아이치현에 개최되면서 8회 증편되었다.
2006년 3월 18일에 고베 공항, 기타큐슈 공항이 개항되면서 다이야 개정을 했으며 도카이도 신칸센, 산요 신칸센 구간에 직통 열차가 증편되었고 500계 차량 운행 시 신야마구치, 오카야마을 정차하지 않게 되었다. 2007년 7월에 N700계 차량을 도입과 동시에 기존에 운행했던 500계 차량 운행이 감편되었다. 또한 첫차 시간대에 한해 시나가와 ~ 하카타 구간을 운행하는 열차도 신설되었다. 2008년 3월 다이야 개정으로 니시아카시 ~ 도쿄 구간을 운행하는 열차가 신설되었다. 같은 해 12월부터 500계 차량이 순차별로 고다마로 격하해, 8량 편성으로 고정 운행하기 시작했다. 2009년 다이야 개정으로 도카이도 신칸센 구간만 운행하는 열차가 신설되었다.
2010년 2월 28일에 500계 차량이 노조미 29호(도쿄 ~ 하카타) 구간 마지막 운행을 끝으로 도카이도 신칸센 구간 운행을 종료했다. 같은 해 3월에 다이야 개정으로 하카타 방면 막차 운행 시 도쿠야마에 추가로 정차하게 되었다. 이와는 별도로 하루 2회 왕복하는 신오사카 시종착 열차도 존재했으나 2011년 3월 11일에 큐슈 신칸센 개통 이후에, 마지막 운행을 끝으로 종료되면서 산요 신칸센과 직결 운행하는 미즈호로 변경되었다. 또한 300계, N700계 3호차 차량이 금연을 실시했다. 2012년 3월 16일에 300계 차량이 노조미 329호(도쿄 ~ 신오사카), 노조미 609호(신오사카 ~ 하카타) 구간 임시 운용을 끝으로 전 차량이 퇴역되어, 현재 전 차량과 동시에 모든 열차 운행 시 N700계 차량만 고정 운행한다. 다만 700계의 경우 산요 신칸센 노선에 한해서 임시로 운행한 적이 있다.
2015년 다이야 개정으로 도카이도 신칸센 구간 운행 시 최고 영업 속도 285km로 상향 조정되었다. 2017년 2월 19일에 산요 신칸센 구간에 기존 ATC-1에서 ATC-NS로 전환되면서 도쿄 ~ 하카타간 소요 시간이 5시간 3분에서 4시간 46분으로 단축되었다. 같은 해 3월 다이야 개정으로 도카이도 신칸센, 산요 신칸센 구간에 모든 열차 운행 시 N700계로 단일화가 되었다. 2018년 3월 17일 다이야 개정으로 노조미 90호(나고야 ~ 도쿄)가 신설되면서 출근 시간대에 한해서 운행하기 시작했고 그와 동시에 노조미 268호(나고야 ~ 도쿄)의 경우 노조미 92호로 열차 번호가
변경되었다. 같은 해 7월 1일부터 N700S계 차량 운행을 시작했다.

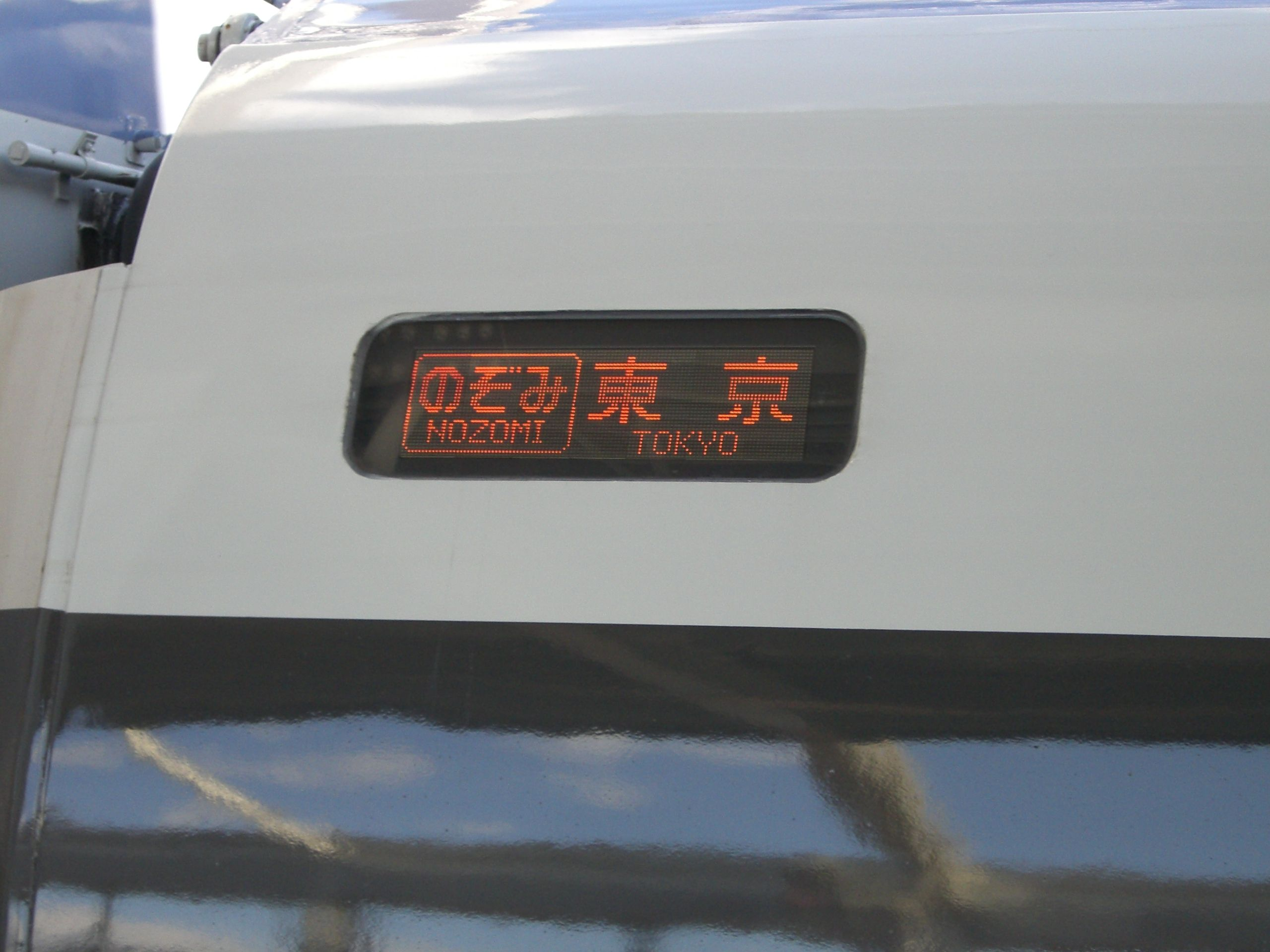
노조미 500계 행선지
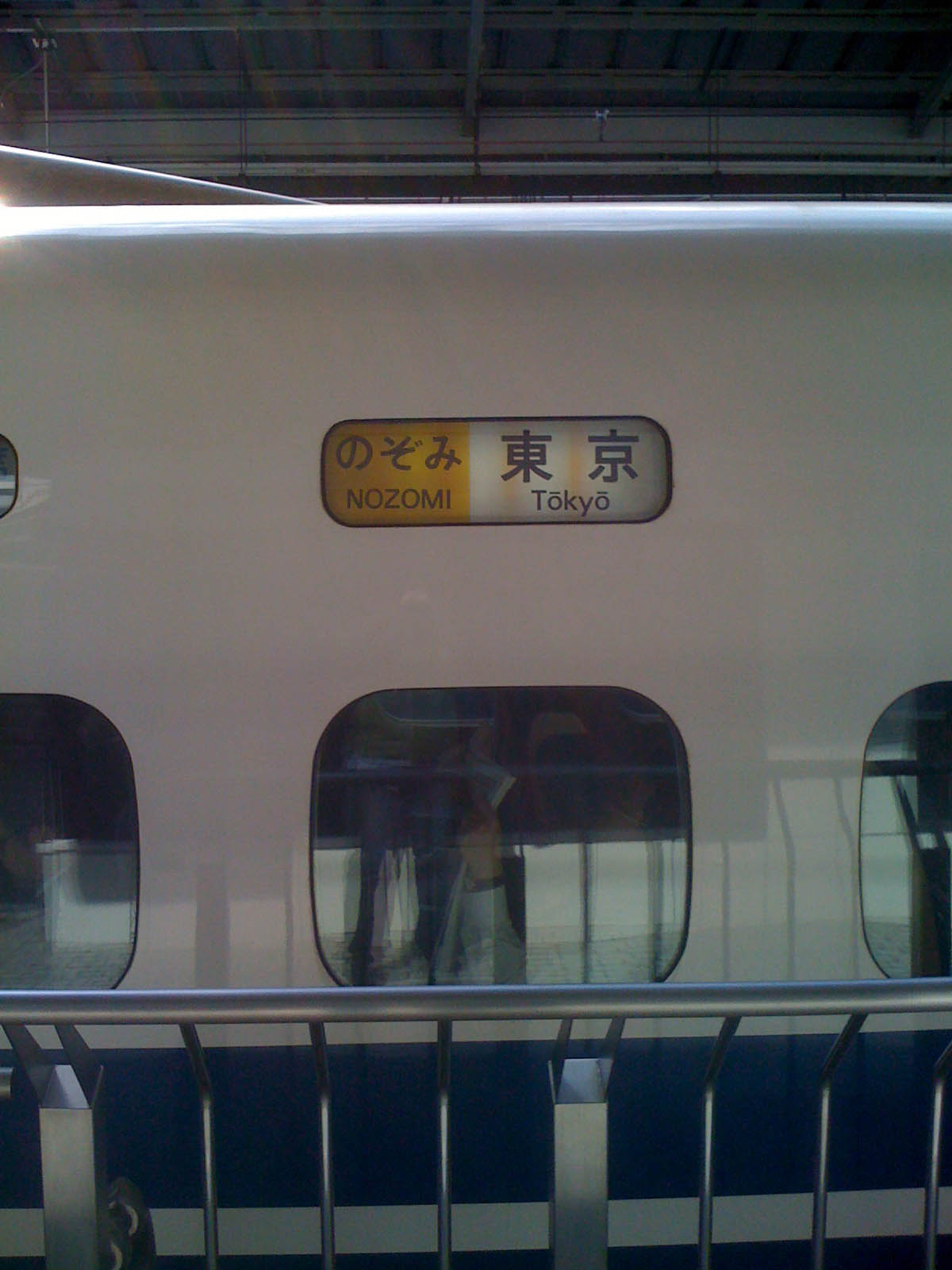
노조미 700계 행선지
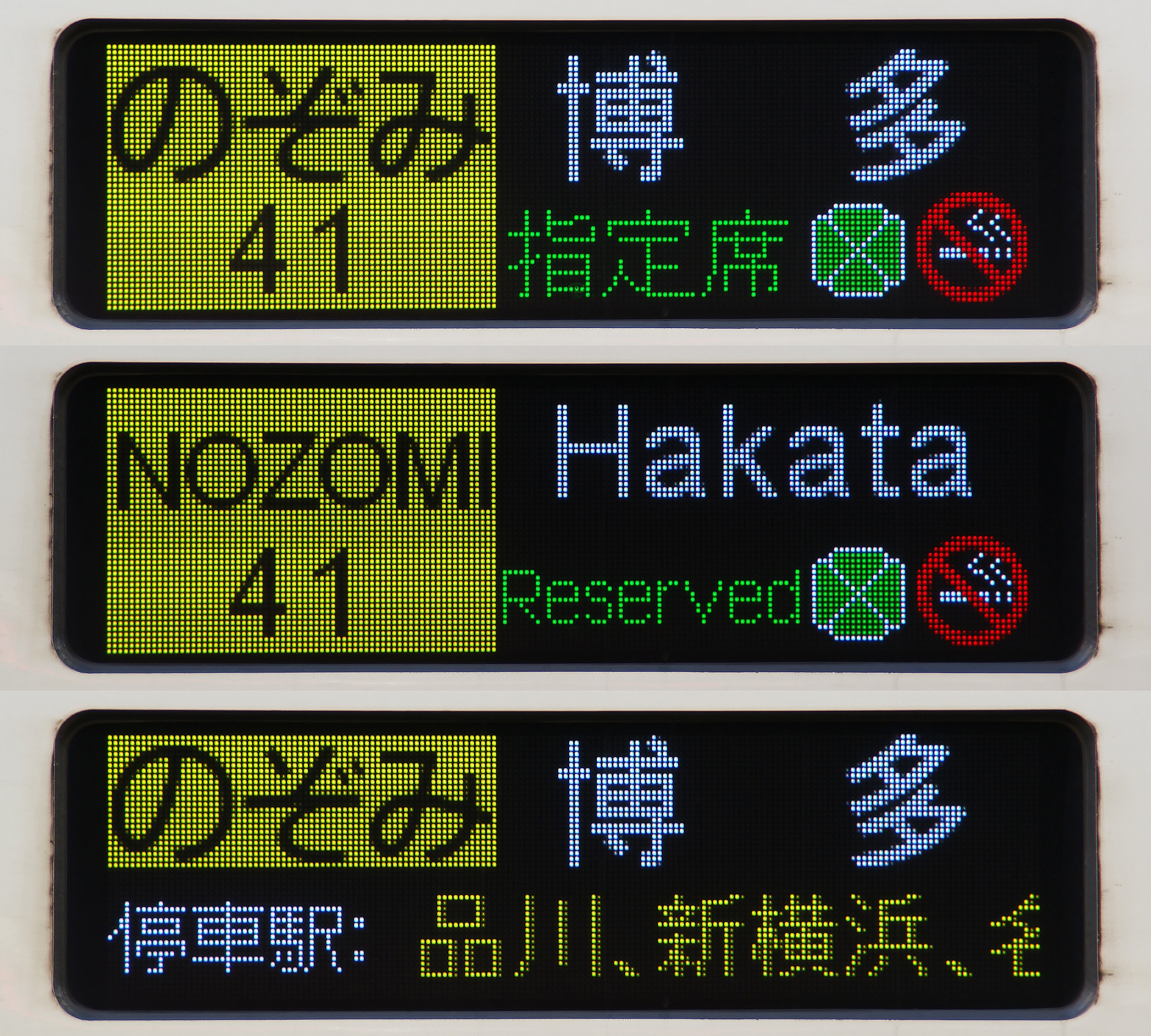
노조미 N700계 행선지

## 운행 현황
| 운행 노선       | 열차 번호        | 운행 구간                                     | 차량   | 비고                    |
| --------------- | ---------------- | --------------------------------------------- | ------ | ----------------------- |
| 도카이도 & 산요 | 1호 ~ 64호       | 도쿄 ~ 하카타                                 | N700계 |                         |
| 도카이도 & 산요 | 75호 ~ 78호      | 나고야 ~ 하카타                               | N700계 | 첫차 & 막차 시간대 운행 |
| 도카이도 & 산요 | 79호             | 시나가와 ~ 하카타                             | N700계 | 첫차 시간대 운행        |
| 도카이도 & 산요 | 80호 ~ 118호     | 도쿄 ~ 니시아카시, 히메지, 오카야마, 히로시마 | N700계 |                         |
| 도카이도 & 산요 | 200호 ~ 265호    | 도쿄 ~ 신오사카                               | N700계 |                         |
| 도카이도 & 산요 | 71호, 90호, 92호 | 도쿄 ~ 나고야                                 | N700계 | 출근 시간대 운행        |

1. ↑  1호 열차의 경우 4시간 52분이 소요된 반면, 첫차 시간대에 운행하는 99호와 막차 시간대에 운행하는 64호의 경우 4시간 47분이 소요된다.
2. ↑  80호 열차가 해당된다.
3. ↑  82호, 115호 열차가 해당된다.
4. ↑  일부 열차에 한해 고쿠라를 거쳐 하카타까지 운행한다.
5. ↑  2020년 3월 14일에 신설했으며 막차 시간대에 운행한다.
6. ↑  2017년 다이야 개정 이전에 298호 열차로 운행했다가 268호로 변경되었고 2018년 다이야 개정으로 열차 번호가 변경되었다.

## 정차역
| 운행 횟수 | 도쿄 | 시나가와 | 신요코하마 | 오다와라 | 아타미 | 미시마 | 신후지 | 시즈오카 | 가케가와 | 하마마쓰 | 도요하시 | 미카와안조 | 나고야 | 기후하시마 | 마이바라 | 교토 | 신오사카 | 신코베 | 니시아카시 | 히메지 | 아이오이 | 오카야마 | 신쿠라시키 | 후쿠야마 | 신오노미치 | 미하라 | 히가시히로시마 | 히로시마 | 신이와쿠니 | 도쿠야마 | 신야마구치 | 아사 | 신시모노세키 | 고쿠라 | 하카타 | 비고                                              |
| --- | ---- | -------- | ---------- | -------- | ------ | ------ | ------ | -------- | -------- | -------- | -------- | ---------- | ------ | ---------- | -------- | ---- | -------- | ------ | ---------- | ------ | -------- | -------- | ---------- | -------- | ---------- | ------ | -------------- | -------- | ---------- | -------- | ---------- | ---- | ------------ | ------ | ------ | ------------------------------------------------- |
| 하행 12회 상행 10회 | ●    | ●        | ●          | ↔        | ↔      | ↔      | ↔      | ↔        | ↔        | ↔        | ↔        | ↔          | ●      | ↔          | ↔        | ●    | ●        | ●      | ↔          | ↔      | ↔        | ●        | ↔          | ●        | ↔          | ↔      | ↔              | ●        | ↔          | ↔        | ↔          | ↔    | ↔            | ●      | ●      |                                                   |
| 하행 10회 상행 10회 | ●    | ●        | ●          | ↔        | ↔      | ↔      | ↔      | ↔        | ↔        | ↔        | ↔        | ↔          | ●      | ↔          | ↔        | ●    | ●        | ●      | ↔          | ↔      | ↔        | ●        | ↔          | ↔        | ↔          | ↔      | ↔              | ●        | ↔          | ↔        | ●          | ↔    | ↔            | ●      | ●      |                                                   |
| 하행 7회 상행 8회 | ●    | ●        | ●          | ↔        | ↔      | ↔      | ↔      | ↔        | ↔        | ↔        | ↔        | ↔          | ●      | ↔          | ↔        | ●    | ●        | ●      | ↔          | ↔      | ↔        | ●        | ↔          | ↔        | ↔          | ↔      | ↔              | ●        | ↔          | ●        | ↔          | ↔    | ↔            | ●      | ●      |                                                   |
| 하행 2회 상행 2회 | ●    | ●        | ●          | ↔        | ↔      | ↔      | ↔      | ↔        | ↔        | ↔        | ↔        | ↔          | ●      | ↔          | ↔        | ●    | ●        | ●      | ↔          | ●      | ↔        | ●        | ↔          | ↔        | ↔          | ↔      | ↔              | ●        | ↔          | ↔        | ↔          | ↔    | ↔            | ●      | ●      |                                                   |
| 상행 1회 | ●    | ●        | ●          | ←        | ←      | ←      | ←      | ←        | ←        | ←        | ←        | ←          | ●      | ←          | ←        | ●    | ●        | ●      | ←          | ←      | ←        | ●        | ←          | ←        | ←          | ←      | ←              | ●        | ←          | ←        | ←          | ←    | ←            | ●      | ●      | 막차 시간대 운행                                  |
| 하행 1회 | 1    | ●        | ●          | →        | →      | →      | →      | →        | →        | →        | →        | →          | ●      | →          | →        | ●    | ●        | ●      | →          | →      | →        | ●        | →          | →        | →          | →      | →              | ●        | →          | ●        | →          | →    | →            | ●      | ●      | 첫차 시간대 운행                                  |
| 하행 6회 상행 10회 | ●    | ●        | ●          | ↔        | ↔      | ↔      | ↔      | ↔        | ↔        | ↔        | ↔        | ↔          | ●      | ↔          | ↔        | ●    | ●        | ●      | ↔          | ■      | ↔        | ●        | ↔          | ↔        | ↔          | ↔      | ↔              | ●        |            |          |            |      |              |        |        | 왕복 1회 히메지 무정차                            |
| 하행 5회 상행 4회 | ●    | ●        | ●          | ↔        | ↔      | ↔      | ↔      | ↔        | ↔        | ↔        | ↔        | ↔          | ●      | ↔          | ↔        | ●    | ●        | ●      | ↔          | ■      | ↔        | ●        | ↔          | ●        | ↔          | ↔      | ↔              | ●        |            |          |            |      |              |        |        | 왕복 1회 히메지 무정차                            |
| 하행 4회 상행 3회 | ●    | ●        | ●          | ↔        | ↔      | ↔      | ↔      | ↔        | ↔        | ↔        | ↔        | ↔          | ●      | ↔          | ↔        | ●    | ●        | ●      | ■          | ■      | ↔        | ●        |            |          |            |        |                |          |            |          |            |      |              |        |        | 하행 1회 니시아카시 정차 및 히메지 무정차         |
| 하행 1회 상행 2회 | ●    | ●        | ●          | ↔        | ↔      | ↔      | ↔      | ↔        | ↔        | ↔        | ↔        | ↔          | ●      | ↔          | ↔        | ●    | ●        | ●      | ●          | ●      |          |          |            |          |            |        |                |          |            |          |            |      |              |        |        | 상행 1회 니시아카시 시착2 왕복 2회 히메지 시종착3 |
| 하행 32회 상행 27회 | ●    | ●        | ●          | ↔        | ↔      | ↔      | ↔      | ↔        | ↔        | ↔        | ↔        | ↔          | ●      | ↔          | ↔        | ●    | ●        |        |            |        |          |          |            |          |            |        |                |          |            |          |            |      |              |        |        | 막차 시간대 신데렐라 익스프레스로 운행            |
| 하행 1회 상행 2회 | ●    | ●        | ●          | ←        | ←      | ←      | ←      | ←        | ←        | ←        | ←        | ←          | ●      |            |          |      |          |        |            |        |          |          |            |          |            |        |                |          |            |          |            |      |              |        |        | 하루 3회 왕복 운행2                               |
| 하행 2회 상행 2회 |      |          |            |          |        |        |        |          |          |          |          |            | ●      | ↔          | ↔        | ●    | ●        | ●      | ↔          | ↔      | ↔        | ●        | ↔          | ■        | ↔          | ↔      | ↔              | ●        | ↔          | ↔        | ■          | ↔    | ↔            | ●      | ●      | 하루 4회 왕복 운행4                               |
| 1하카타 방면 운행 시 편도로 운행하며 첫차 시간대 운행한다. 2도쿄 방면 운행 시 편도로 운행하며 출근 시간대 운행한다. 3하루 2회 첫차 및 막차 시간대 운행한다. 4하루 4회 첫차 및 막차 시간대 운행한다. |      |          |            |          |        |        |        |          |          |          |          |            |        |            |          |      |          |        |            |        |          |          |            |          |            |        |                |          |            |          |            |      |              |        |        |                                                   |
| ●＝정차；■＝일부 정차；↔＝통과 |      |          |            |          |        |        |        |          |          |          |          |            |        |            |          |      |          |        |            |        |          |          |            |          |            |        |                |          |            |          |            |      |              |        |        |                                                   |

## 소요 시간
| 1시간 40분 ~ 42분       | 나고야                  |                         |                         |                         |                 |        |
| 2시간 17분 ~ 2시간 21분 | 35분 ~ 37분             | 교토                    |                         |                         |                 |        |
| 2시간 33분 ~ 2시간 36분 | 49분 ~ 52분             | 13분 ~ 14분             | 신오사카                |                         |                 |        |
| 3시간 20분 ~ 3시간 25분 | 1시간 35분 ~ 1시간 41분 | 59분 ~ 1시간 5분        | 45분 ~ 50분             | 오카야마                |                 |        |
| 3시간 56분 ~ 4시간 4분  | 2사간 11분 ~ 2시간 24분 | 1시간 35분 ~ 1시간 46분 | 1시간 21분 ~ 1시간 31분 | 35분 ~ 40분             | 히로시마        |        |
| 5시간 4분 ~ 5시간 9분   | 3시간 13분 ~ 3시간 33분 | 2시간 37분 ~ 2시간 55분 | 2시간 23분 ~ 2시간 40분 | 1시간 37분 ~ 1시간 49분 | 1시간 1분 ~ 8분 | 하카타 |

## 운행 열차
- 현재 운행하고 있는 노조미의 경우 도카이도 신칸센, 산요 신칸센 구간에서 운용하고 있으며 차량 사업소의 경우 도카이여객철도의 경우 도쿄 파출소 검사 차량소, 오사카 파출소 검사 차량소 소속이고 서일본여객철도의 경우 하카타 종합차량사업소 소속이다.

| 차량    | 최고 속도 （단위 : km/h） | 최고 속도 （단위 : km/h） | 도입 시기 | 운행 중단 시기 |
| 차량    | 도카이도                  | 산요                      | 도입 시기 | 운행 중단 시기 |
| ------- | ------------------------- | ------------------------- | --------- | -------------- |
| 300계   | 270                       | 270                       | 1992년    | 2001년         |
| 500계   | 270                       | 300                       | 1997년    | 2010년         |
| 700계   | 270                       | 285                       | 1999년    | 2012년         |
| N700계  | 285                       | 300                       | 2007년    | 현재           |
| N700S계 | 285                       | 300                       | 2020년    | 현재           |

### 현재 운행하는 열차
- N700계
- N700S계

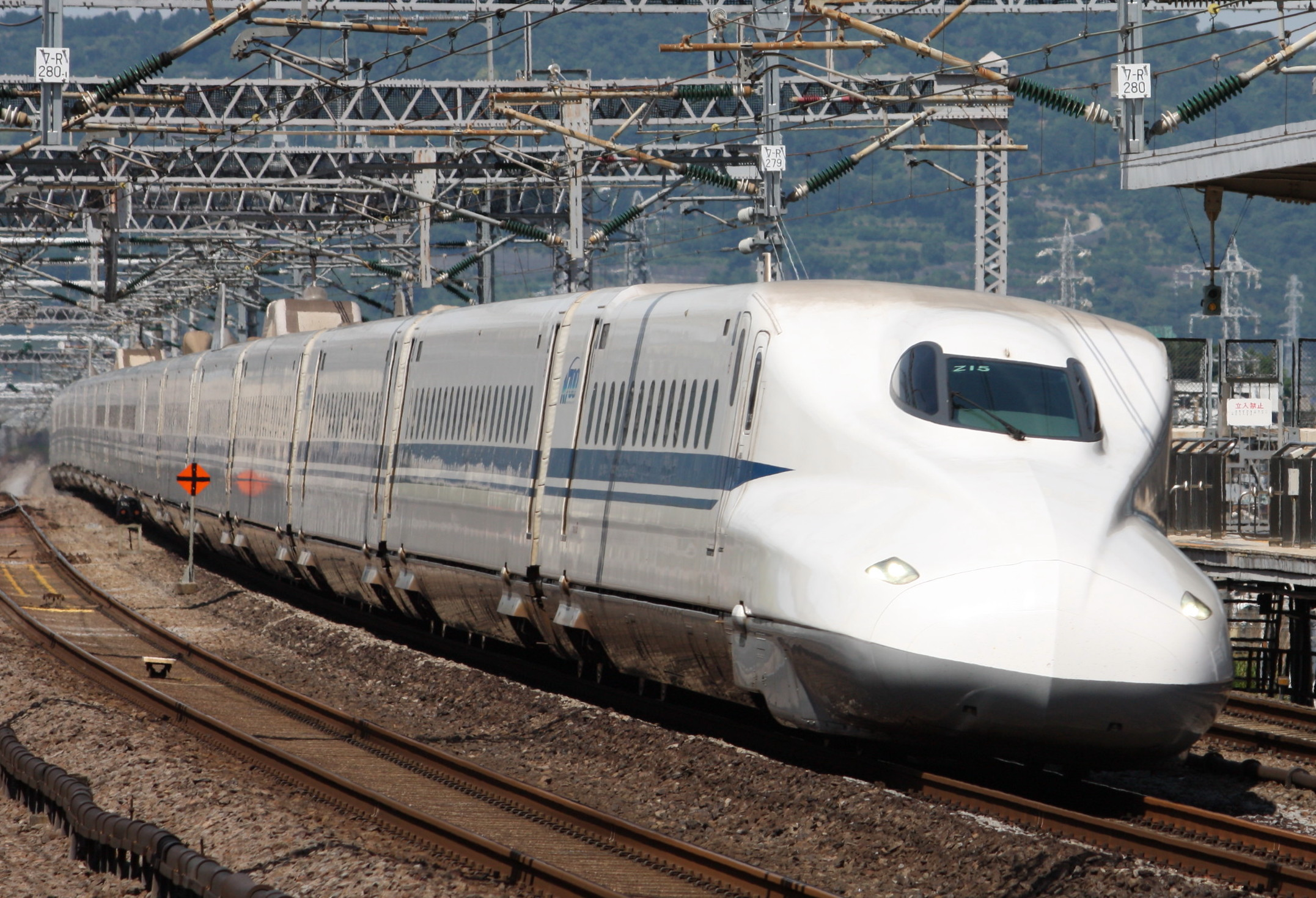
신칸센 N700계
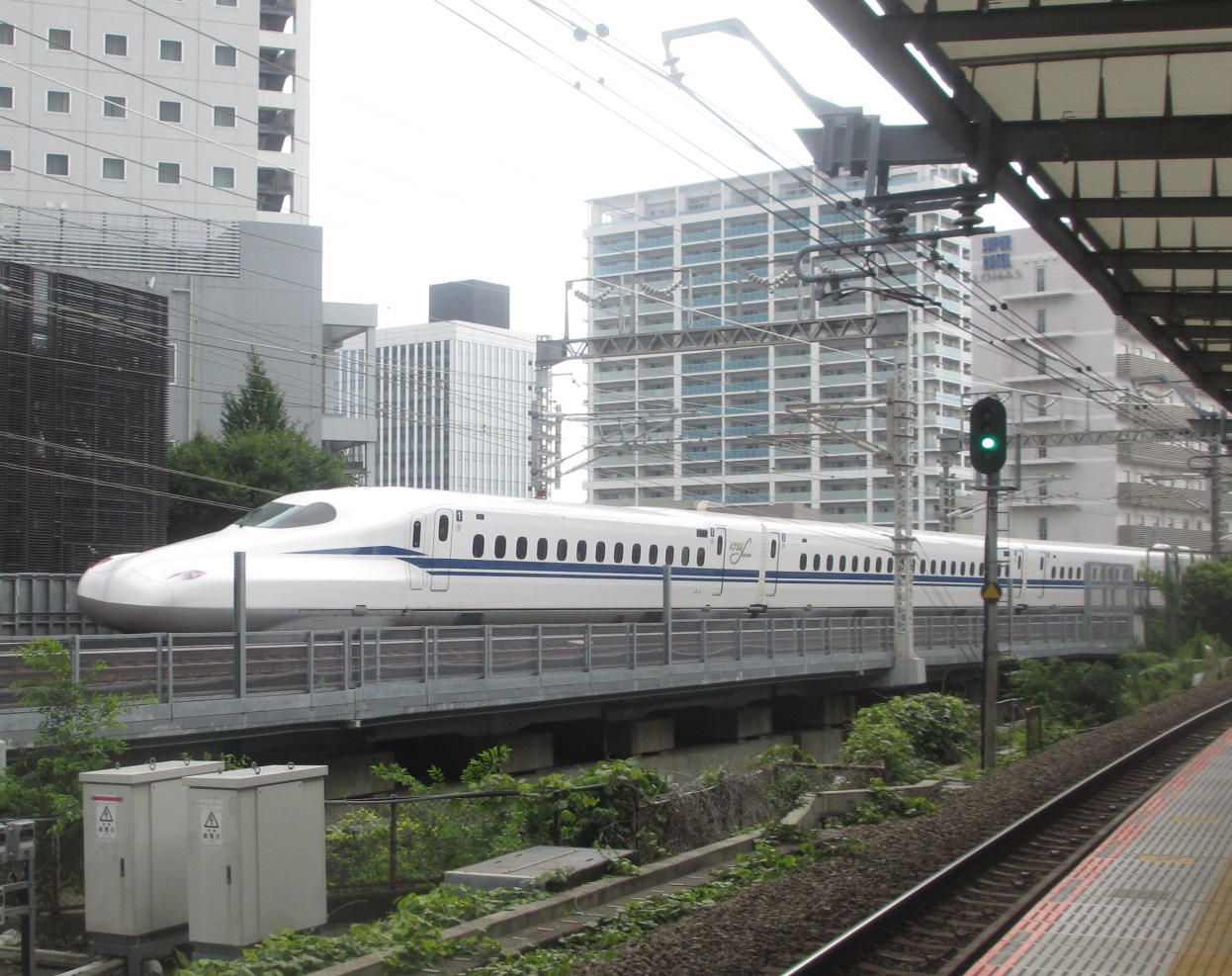
신칸센 N700S계

### 퇴역 및 과거 운행 열차
- 300계
- 500계
- 700계

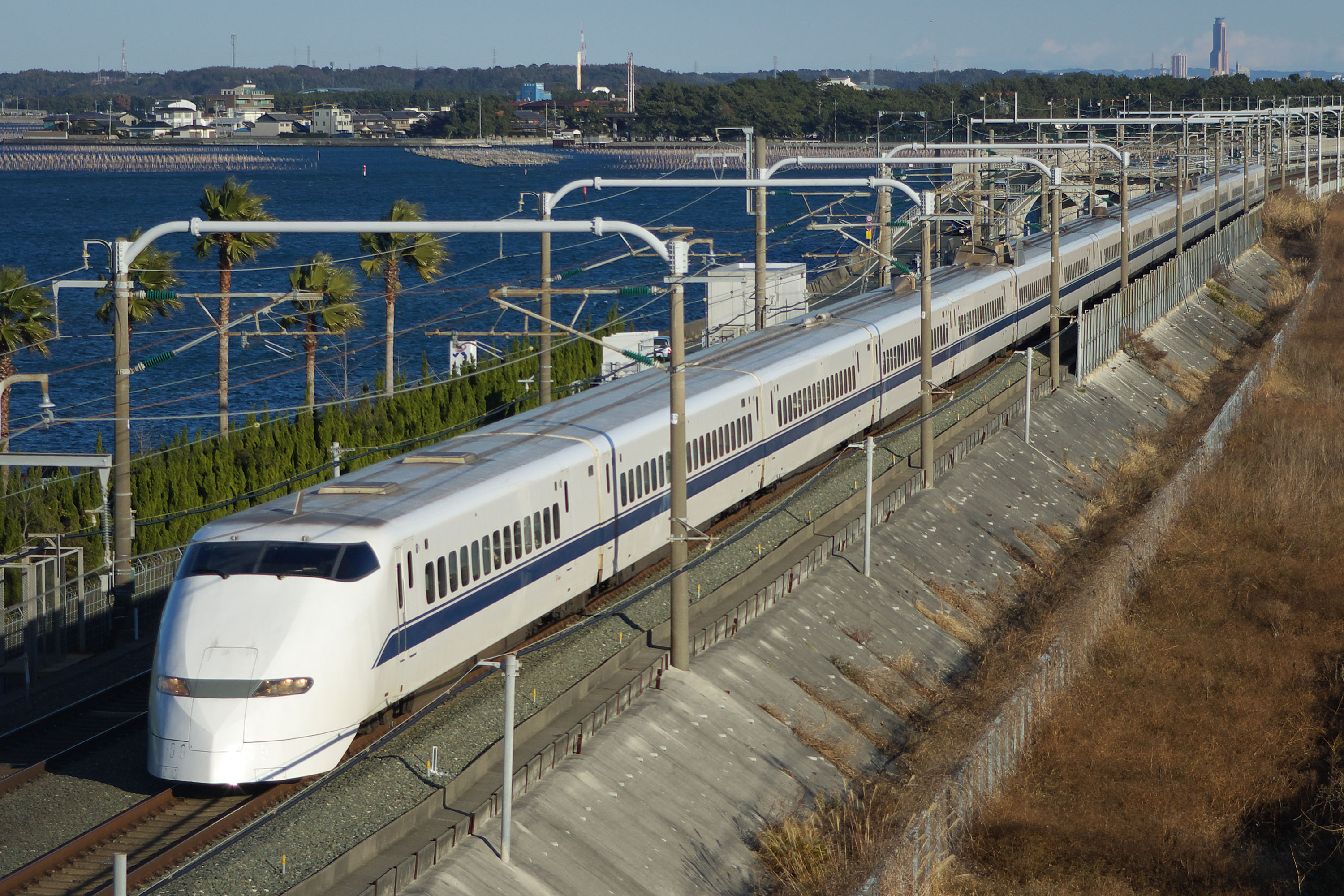
신칸센 300계
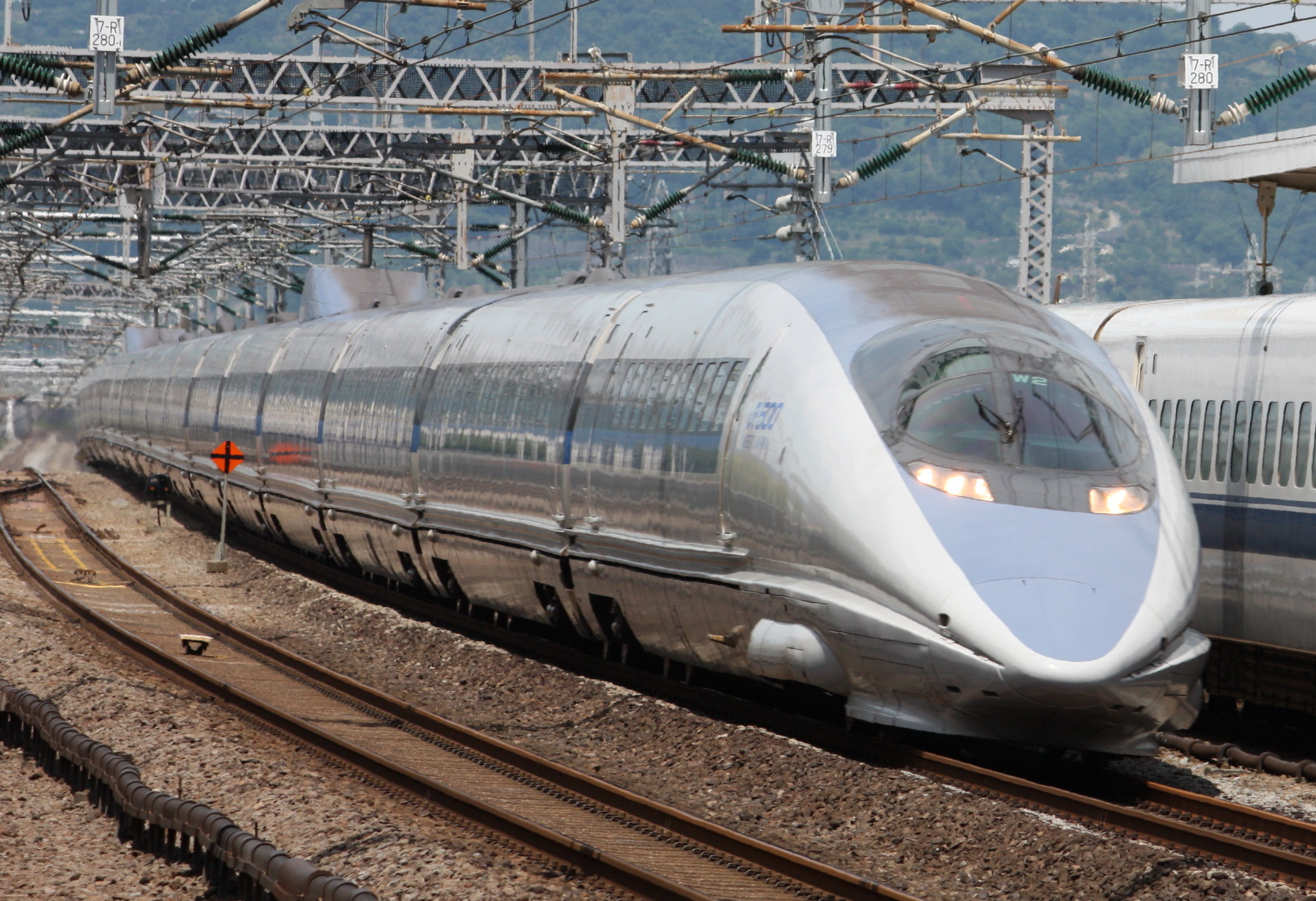
신칸센 500계
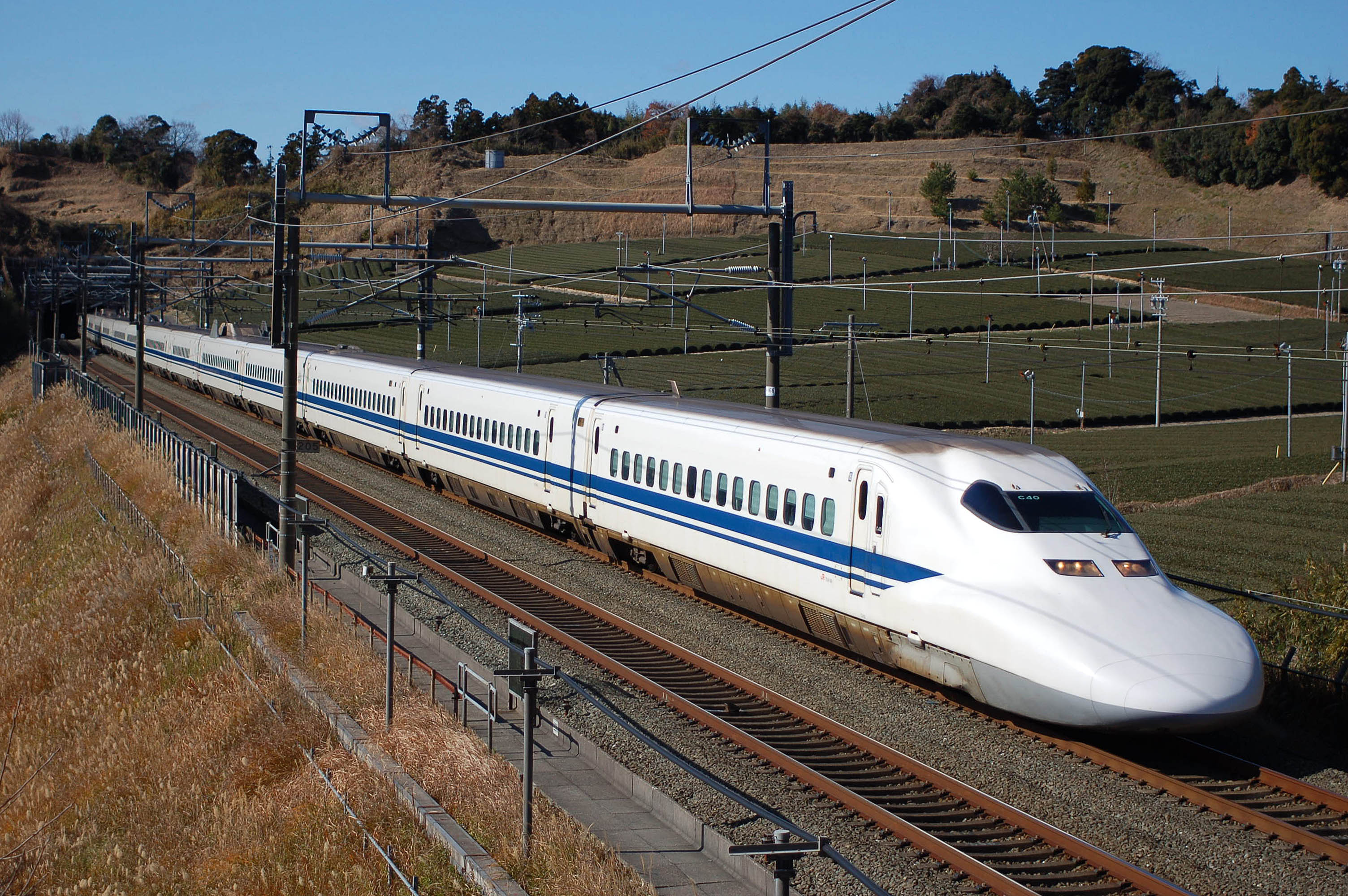
신칸센 700계

## 객차 구성[19][20]

### N700계/N700S계
| 호차 | 1      | 2      | 3             | 4      | 5      | 6      | 7             | 8      | 9       | 10     | 11                        | 12     | 13     | 14     | 15                 | 16     |
| ---- | ------ | ------ | ------------- | ------ | ------ | ------ | ------------- | ------ | ------- | ------ | ------------------------- | ------ | ------ | ------ | ------------------ | ------ |
| 좌석 | 자유석 | 자유석 | 자유석        | 자유석 | 자유석 | 지정석 | 지정석        | 그린차 | 그린차  | 그린차 | 지정석                    | 지정석 | 지정석 | 지정석 | 지정석             | 지정석 |
| 시설 | 화장실 | 전화   | 화장실 흡연실 | 전화   | 화장실 | 자판기 | 화장실 흡연실 |        | WC 전화 | 흡연실 | 화장실 장애인 시설 자판기 | 전화   | 화장실 |        | 화장실 흡연실 전화 |        |

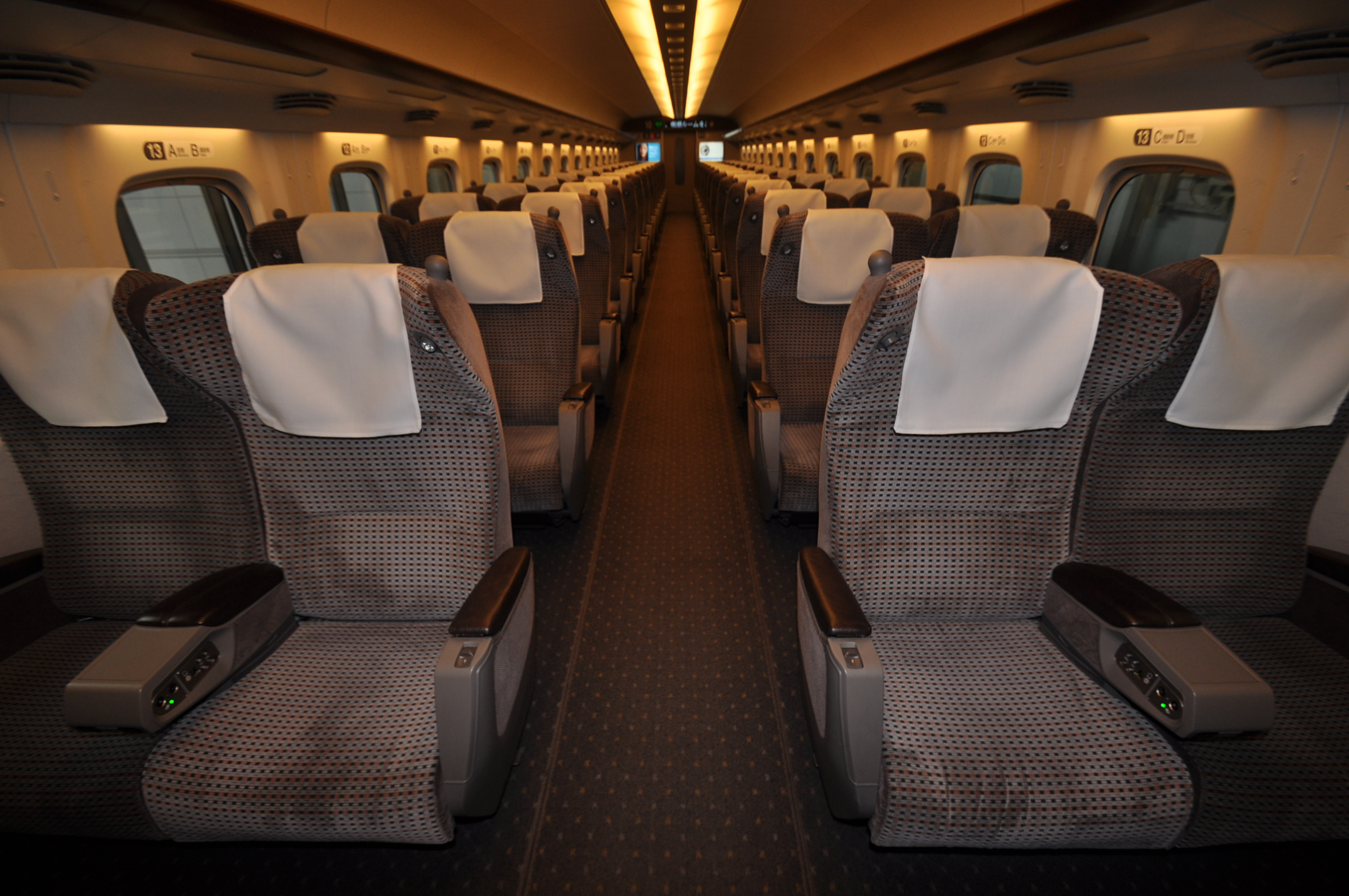
N700계 그린차
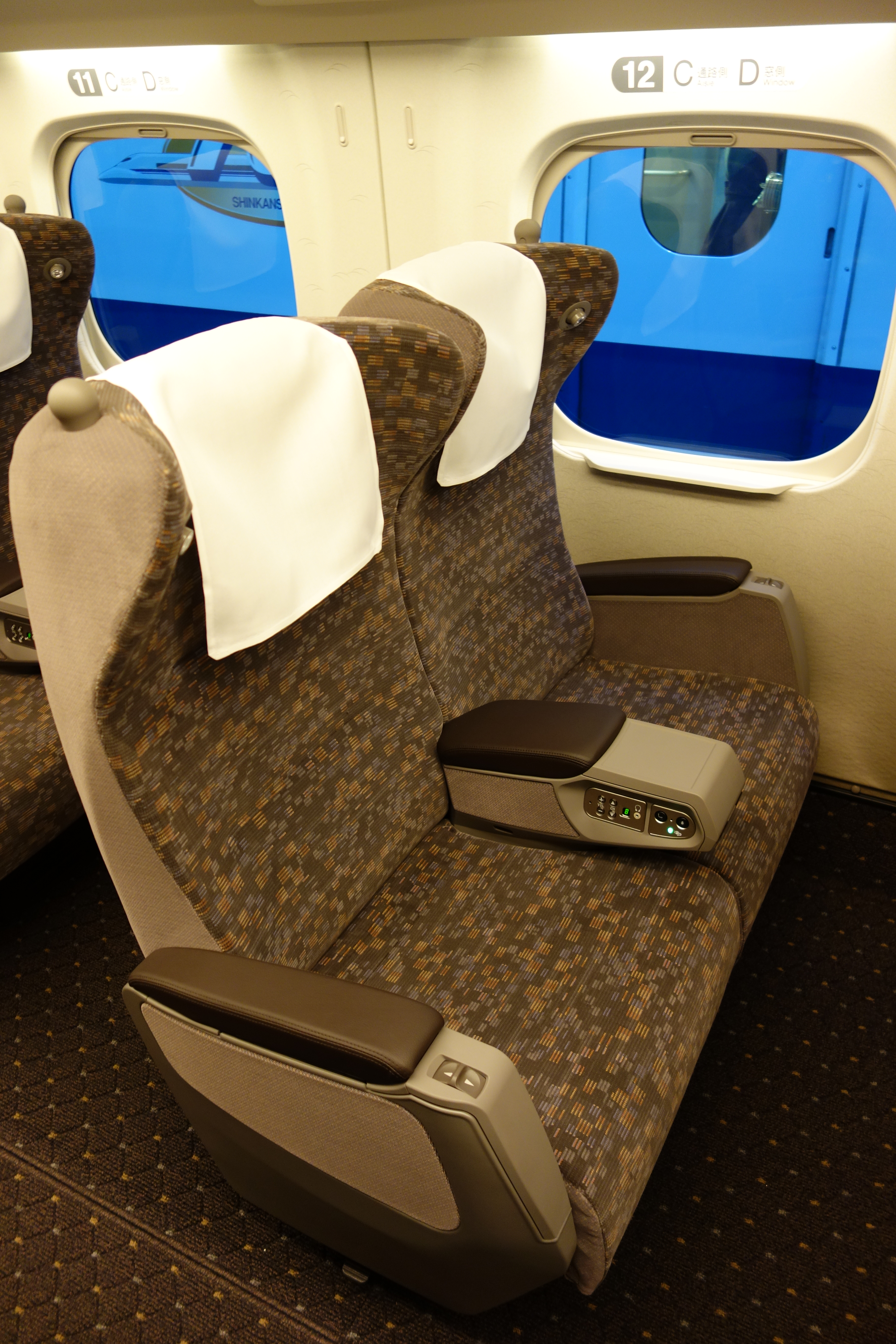
N700계 그린차 2인용 좌석
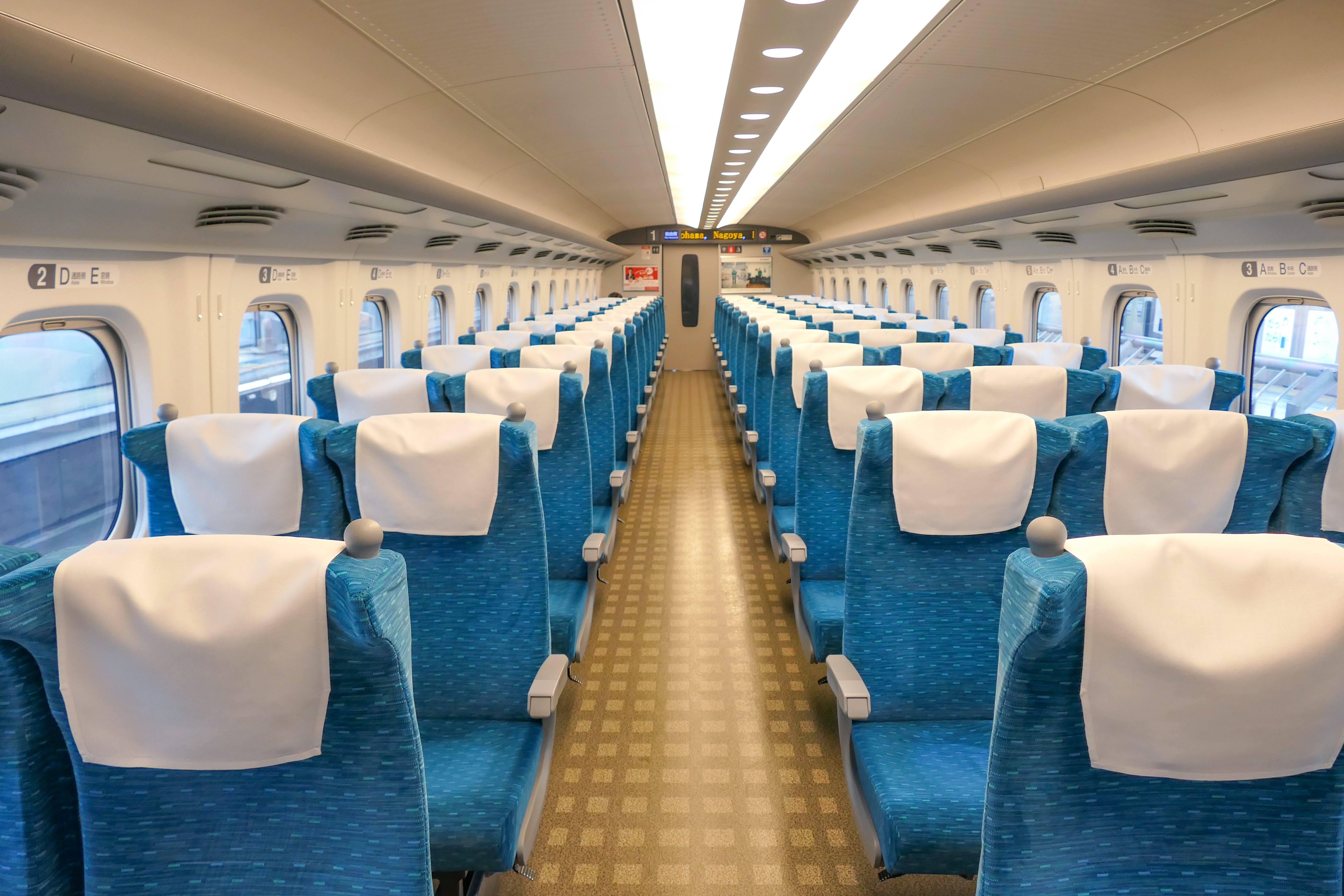
N700계 좌석
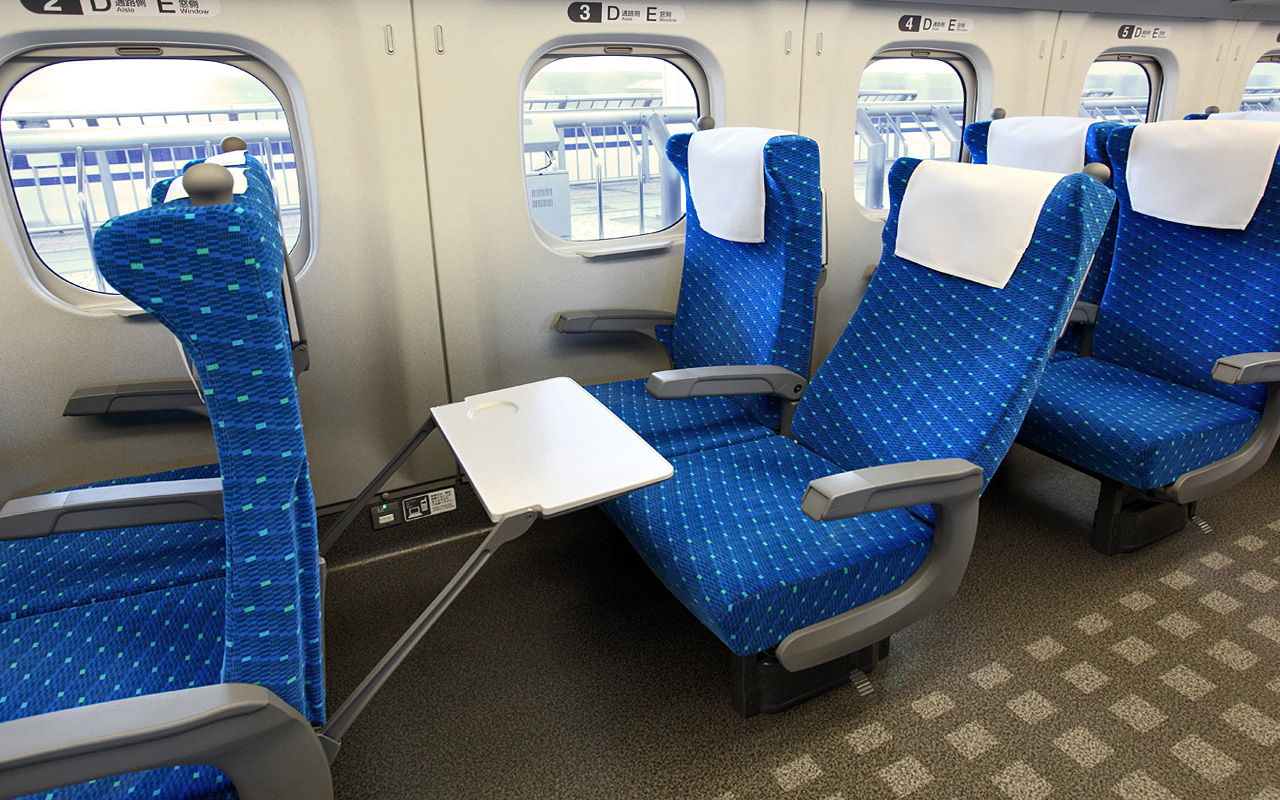
N700계 2인용 좌석
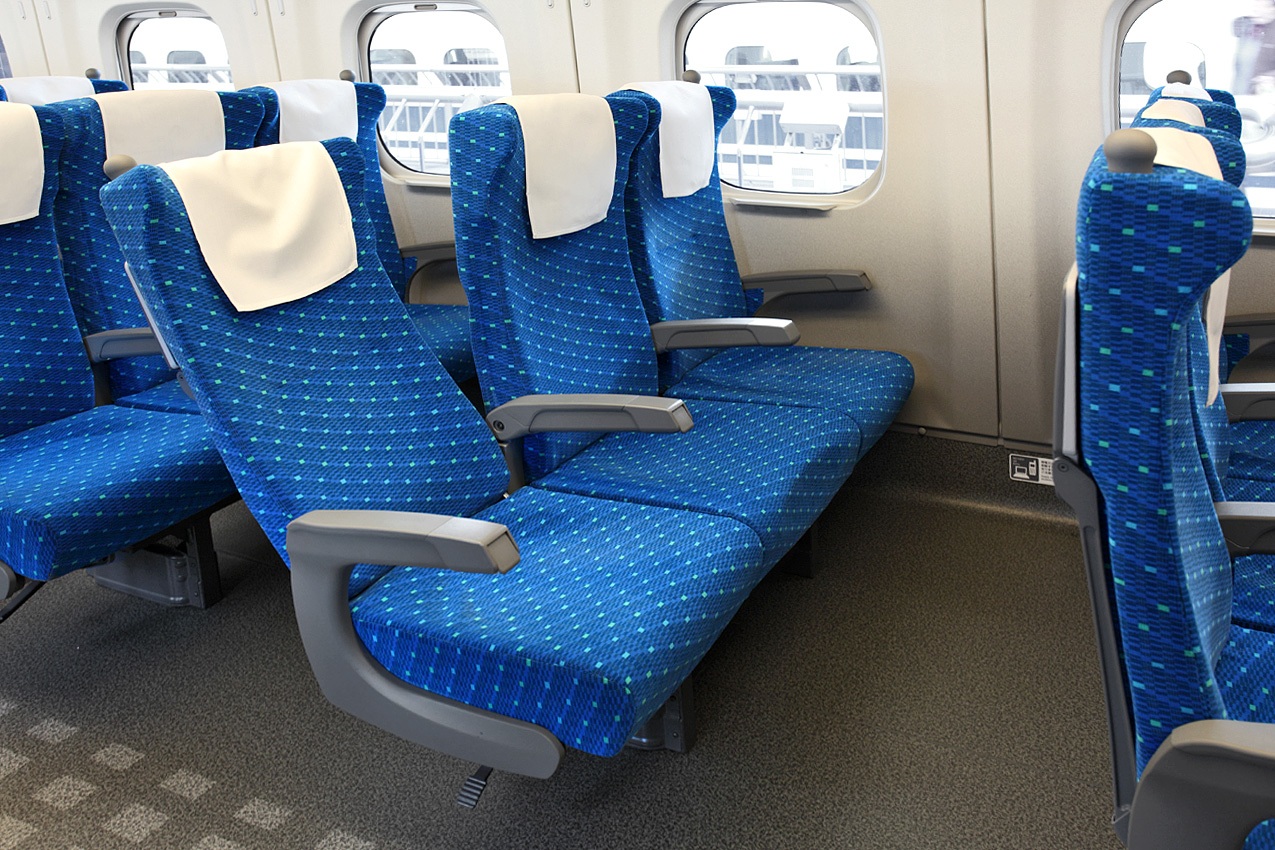
N700계 3인용 좌석
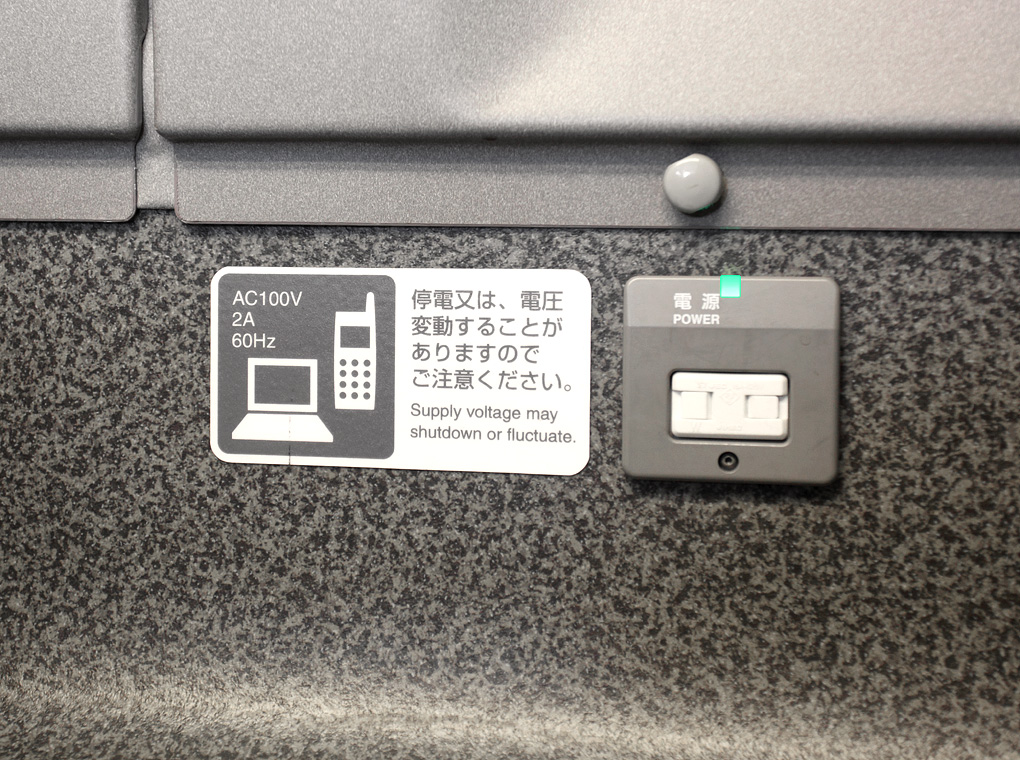
N700계 콘센트

## 사건 및 사고

### 도카이도 신칸센 화재 사건
- 2015년 6월 30일, 사고 열차는 노조미 225호로 일본 가나가와현 오다와라시에서 발생된 도카이도 신칸센 화재 사건으로 방화범과 60대 여성 승객 등 2명이 숨지고 28명이 다친 열차 방화 사건이다.[21] 사고가 일어난 당시 도카이도 신칸센에 1,000여명의 탑승객이 타고 있었으나 한국인 탑승객은 없는 것으로 보이며, 운행도 3시간 넘게 중지되었다.[22][23]

### 신칸센대차 균열 사건
- 2017년 12월 11일, 사고 열차는 노조미 34호로 서일본여객철도 소속 N700계 5000번대 K5편성의 대차 부품에 균열이 발생한 사고로[24] 운행 당시 고쿠라에서 타는 냄새와 이상한 소음이 발생에 불구하고 당시 서일본여객철도 소속 정비 관계자가 탑승하면서 지켜본 결과 문제가 되지 않는다는 결론을 내리면서 운행을 계속하기로 결정했고 나고야까지 운행했다.[25][26] 그러나 교토 부근에서 타는 냄새와 소음을 감지했고 해당 열차는 나고야에서 운행을 중단 시킨 후 나고야 차량 사업소로 회송되었다. 점검 당시 13호차의 대차 중 하나의 기어박스에 균열로 인해 누유가 발생했다.[26]